# Oficios viles y mecánicos

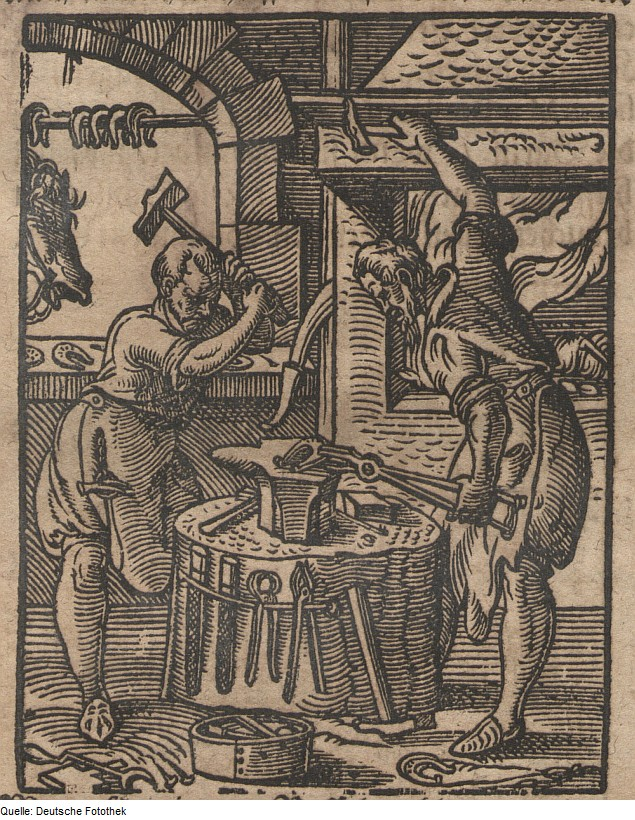
El trabajo de los herreros en un grabado del

Los oficios viles y mecánicos eran los oficios artesanales o manuales, considerados viles, por cuanto, eran incompatibles con la nobleza en la sociedad feudal y del Antiguo Régimen. Se basaban en la tradición y la costumbre, y se accedía a ellos por el sistema gremial de aprendizaje.
Dentro de la división tri-estamental de las funciones sociales, el trabajo manual estaba reservado al Tercer Estado (plebe o común) y era incompatible con el modo de vida noble, que debía ser el ejercicio de las armas y el mantenimiento del honor; vivir de la renta feudal, no "ganarse la vida" trabajando. Lo mismo puede decirse del modo de vida del clero, aunque el clero regular utilizara el trabajo, no tanto con fines productivos sino como una parte de su ascetismo (regla de San Benito: ora et labora). 
La denigración del trabajo proviene de la Antigüedad clásica, asociada al modo de producción esclavista, y se encuentra justificada, por ejemplo, en la filosofía de Platón y Aristóteles. Desde la Edad Media, las profesiones liberales o artes liberales, es decir, las que se basan en el trabajo intelectual y se caracterizan por el acceso a través de estudios universitarios, tenían una consideración superior.
Hasta la Ilustración (en España, con la Real Cédula de 18 de marzo de 1783, de Carlos III) no se levantó la consideración legal de envilecedores a los oficios mecánicos, incompatibles hasta entonces con la hidalguía y los cargos públicos.

Declaro que no sólo el oficio de curtidor, sino también los demás artes y oficios del herrero, sastre, zapatero, carpintero y otros a este modo, son honestos y honrados; que el uso de ellos no envilece la familia ni la persona del que lo ejerce; ni la inhabilita para obtener los empleos municipales de la república en que están avecindados los artesanos y menestrales que los ejercitan; y que tampoco han de perjudicar las artes y oficios para el goce y prerrogativas de la hidalguía, a los que la tuvieren legítimamente... siendo exceptuados de esta regla los artistas o menestrales o sus hijos que abandonasen su oficio y el de sus padres y no se dedicaren a otro o a cualesquiera arte o profesión con aplicación y aprovechamiento aunque el abandono sea por causa de riqueza y abundancia; en inteligencia de que mi Consejo, cuando hallare que en tres generaciones de padre, hijo y nieto ha ejercitado y sigue ejercitando una familia el comercio o las fábricas con adelantamientos notables y de utilidad al Estado, me propondrá, según le he prevenido, la distinción que podrá concederse al que se supiese y justificase ser director o cabeza de tal familia que promueve y conserva su aplicación.

## Distinción entre "viles" y "mecánicos"
A la consideración genérica común a los oficios manuales se añadía a algunos de entre ellos una particular condición "envilecedora". 

Había también oficios viles, que no hay que confundir con los oficios mecánicos.
Estos últimos eran todos los que necesitaban un esfuerzo físico, un trabajo manual, que llevaba aparejada cierta descalificación; por eso, aquellos artífices que tenían interés en proclamar la ingenuidad de su arte, se esforzaban por dejar bien claro que ellos ejecutaban solo la labor magistral, dejando a sus ayudantes los aspectos materiales de su tarea; los farmacéuticos tenían mancebos que pulverizaban, calentaban y mezclaban los ingredientes, los pintores se valían de su sirviente para preparar los lienzos y los colores (el caso de Juan de Pareja respecto a Velázquez), etc. Pero si bien las actividades mecánicas se reputaban incompatibles con la hidalguía, no descalificaban al artesano, que tenía su puesto señalado en la escala social y en los cortejos se agrupaba tras la enseña de su gremio. En cambio, la profesión vil envilecía a quien la practicaba, por ejemplo el matarife, el pregonero, el verdugo. Los precedentes clásicos incluían en esta reprobación a cuantos se ganaban la vida divirtiendo al público, como los comediantes, aunque la práctica atenuase mucho este juicio tan severo. Fue un argumento muy usado en las polémicas sobre la licitud del teatro.
Antonio Domínguez Ortiz, La España del Quijote